# Малумян, Арман
Арман Малумян в советских лагерях и в шутку Арман Жан-Батистович Малумян (фр. Armand  Maloumian, 4 мая 1928—24 июня 2007) — француз армянского происхождения, автор воспоминаний о ГУЛАГе, антикоммунистический активист.

## Биография
Родился в Марселе в семье армянских эмигрантов из Турции. Во время геноцида погибли его дедушка и бабушка, тети и дяди, не менее тридцати человек из его родни стали жертвами национальной нетерпимости. Отец — профессор Жан-Батист Малумян (Jean-Baptiste Maloumian), мать — Виктория (урождённая Шахинян, Victoria Chahinian).
Арман участвовал во Французском сопротивлении. В 1944 году, прибавив возраст, 16-летним вступил во 2-ю танковую дивизию генерала Леклерка, участвовал в боевых действиях. Награждён 6 боевыми орденами и медалями, которые позднее были изъяты у него в СССР при аресте.
Агитационная кампания в Париже в 1946 году среди эмигрантов-армян из Турции за возвращение на «историческую родину» привела семью Малумянов в Советскую Армению в 1947 году. О «возвращении» Малумянов был снят советский пропагандистский фильм. В Ереване отец Армана, специалист в области спортивной травматологии, получил место профессора. Однако в Армении семья Малумянов столкнулась с атмосферой страха и всеобщего доносительства. В их комнату были вмонтированы два подслушивающих устройства. С 1948 года Малумяны пытались вернуться в Париж, трижды Арман Малумян обращался во французское посольство. По воспоминаниям кинорежиссёра Юрия Ерзинкяна, знавшего Армана по съёмкам фильма о репатриации, Малумян вёл себя в это время очень смело — ходил по Москве в иностранной военной форме, в «Метрополе» вместе с шампанским заказал исполнение американского гимна, и всё это происходило накануне ареста.
31 октября 1948 года Арман Малумян был арестован МГБ по обвинению в шпионаже. На следствии его пытали, 14 месяцев он провёл в одиночной камере, был приговорён к расстрелу, но через три месяца приговор заменили на 25 лет заключения. В 1950—1953 годах он отбывал срок в Речлаге, участвовал в забастовке заключённых. Арман находился во 2-м лаготделении Речлага, где забастовочный комитет возглавил Ф. Ф. Кендзерский, только что прибывший с этапом из Песчанлага. Как сообщал агент оперчасти лагеря, Малумян вместе с другими зеками поддержал идею забастовки и организовал сбор денег в пользу прибывшего этапа. По сведениям оперотдела позже Арман был избран в руководство забастовки всего 2-го лаготделения. Участник забастовки А. А. Угримов подчеркивал, что забастовочный комитет держался в тени, но очень активны и заметны были связные, в их числе и Малумян.
После подавления забастовки Малумян был переведён в Озерлаг, где в Тайшетском Шизо № 601 познакомился и стал близким другом писателя Юрия Домбровского.
Советские власти разрешили семье Малумяна вернуться во Францию в 1954 году, после смерти Сталина. Арман Малумян только после освобождения в 1956 году получил возможность вернуться на родину.
В 1976 году Малумян опубликовал книгу воспоминаний о Гулаге Les fils du Goulag («Сыновья Гулага»), которая была переведена на несколько языков. В 1983 году вступил в организацию «Интернационал сопротивления», впоследствии возглавил эту организацию.
В 1990-е годы участвовал в конференциях «Сопротивление в ГУЛАГе», проводимых в России Московским историко-литературным обществом «Возвращение».
Последние годы жизни жил Тревенёке в департаменте Кот-д’Армор в Бретани. В 2019 году там прошла выставка его памяти, организованная его вдовой.

## Семья
- Жена — Жоанна Малумян (Johanna Maloumian)[14]
- Старший брат —  Берж (Серж) Малумян (1921, Афины — 1975, Париж), офицер-десантник SAS во время Второй мировой войны, был тяжело ранен в Арнеме, барабанщик, режиссер документальных фильмов и фильмов (в том числе сериала La France Vue du Ciel), оставался в Париже в эти послевоенные годы. Именно благодаря зашифрованной переписке (код, созданный с нуля и без предварительной консультации) между двумя братьями для прохождения советской цензуры французские власти, и в частности г-н Морис Кув де Мюрвиль, способствовали возвращению семьи во Францию.
- Старший брат — Мигран  (Ник) Малумян (1924—2007) в Армении в 1950—1954 годах, первым попытался проникнуть в посольство Франции в Москве, чтобы просить французские власти вмешаться в советские властям освободить семью. Он был арестован сотрудниками МГБ. Его судьба сложилась гораздо лучше, чем та, что ждала его младшего брата: советские власти освободили его (в том числе из-за хронического слабого здоровья). Он был помещен под домашний арест в Ереване, а затем стал преподавателем французского и латыни в Ереванском университете[3].

## В искусстве
- Ему посвящено шуточное стихотворение Вадима Делоне «Ария Армана Малумяна»[15], которое прекрасно передаёт виртуозное владение Арманом русской ненормативной лексикой.

## Сочинения
- Малумян Арман Концентрационный интернационал. // Континент, № 18. Изд-во Континент, 1978. с. 217—242
- Малумян Арман Лагерные притчи // Континент, № 26. Изд-во Континент, 1980. с. 149—166.
- Малумян А. И даже наши слезы… // Континент, № 20. Изд-во Континент, 1979. с. 337—357. Перепечатки с сокр.: Домбровский Ю. О. Собр. соч.: в 6 т. — М.: Терра, 1992. — Т. 6. — С. 351—357; Континент 2013, № 152.
- Малумян А. Июль пятьдесят третьего / пер. с фр. Л. Новиковой // Воля: Журнал узников тоталитарных систем. — 1997. — № 6—7. — С. 127—135
- Малумян А. Предисловие к отрывку из романа Ю. О. Домбровского «Факультет ненужных вещей». // Есть всюду свет…: Человек в тоталитарном обществе: Хрестоматия для старшеклассников / сост. С. С. Виленский. — М.: Возвращение, 2000. — С. 82—83; 465—466